# Faust (группа)
Faust — немецкая краут-рок-группа, первоначально состоявшая из Вернера Цаппи Дирмайера, Ганса-Иоахима Ирмлера (клавишник), Арнульфа Майферта, Жана-Эрве Перона, Рудольфа Сосна и Гюнтера Вюстхоффа, и работавшая с продюсером Уве Неттельбек и инженером Куртом Граупнером.
Группа была образована в 1971 году. Музыканты заключили выгодный контракт с Polydor и вскоре записали дебютный альбом Faust, одобренный критиками, несмотря на плохие продажи. Faust стали одной из ведущих групп, олицетворявших за пределами Германии жанр, получивший впоследствии название «краут-рок».

## Дискография

### Альбомы
- Faust (1971)
- Faust So Far (1972)
- The Faust Tapes (1973)
- Outside the Dream Syndicate (1973) — в сотрудничестве с Тони Конрадом
- Faust IV (1974)
- Faust 5 (1975)
- Munich and Elsewhere (1987)
- The Last LP (1988) — также известный как The Faust Party Album
- Faust Concerts, Volume 1: Live in Hamburg, 1990 (1994)
- Faust Concerts, Volume 2: Live in London, 1992 (1994)
- Rien (1995)
- You Know FaUSt (1996)
- BBC Sessions/Kisses for Pythagoras LP Lmt. Ed. (1996)
- Untitled (1996)
- Edinburgh 1997 [live] (1997)
- Faust Wakes Nosferatu (1998)
- Ravvivando (1999)
- Land of Ukko & Rauni [live] (2000)
- Freispiel (2002)
- Patchwork (2002)
- Derbe Respect, Adler (2004) — в сотрудничестве с Dälek
- Outside the Dream Syndicate — Alive (2005) — в сотрудничестве с Тони Конрадом
- Collectif Met(z) (2005) — 3 CDs box + video CD
- Impressions (2006) — DVD
- Nobody Knows if it Ever Happened (2007) — DVD
- … In Autumn (2007) — 3 CDs box + 1 DVD
- Trial and Error (2007) — DVD
- Disconnected (2007) — с Nurse with Wound
- Od Serca Do Duszy (2007) — 2xCD
- Geboren In Ketten (2010)
- Something Dirty (2011)
- Just US (другой вариант — jUSt) (2014)
- Fresh air (2017)
- ,,Daumenbruch'' (2022)